# 丸桥
丸桥（Pill Bridge）位于英国萨默塞特郡，横跨约河，在伊尔切斯特和朗萨顿之间，是一座石拱桥。这是一个纪念碑。
公元17世纪，之前建于13世纪的桥被一座驮马桥所替代。
这里是从伊尔切斯特运货到下游2.4公里处兰伯特的通航卸货点。此处的仓库从1699年一直使用到到1805年。
这座桥由三个半圆形的拱门组成，桥宽48英寸（1200毫米），总跨度54英尺（16米）。